# John D. Barrow
John David Barrow (29. listopadu 1952 Londýn, Spojené království – 26. září 2020, Cambridge) byl anglický kosmolog, teoretický fyzik, matematik, spisovatel a dramatik. Působil jako profesor matematických věd na Univerzitě v Cambridgi.

## Životopis
Svůj první diplom z matematiky a fyziky získal na Durhamské univerzitě v roce 1974. V roce 1977 pak dokončil doktorát z astrofyziky na Oxfordské univerzitě pod vedením Dennise Williama Sciama. Absolvoval také dva roky postgraduálního studia astronomie na Univerzitě v Kalifornii. V letech 1977–1981 vyučoval na Christ Church.
V roce 1981 na univerzitě v Sussexu získal titul profesora a v roce 1999 se stal profesorem v oboru aplikované matematiky a teoretické fyziky na Univerzitě v Cambridge a zároveň vedoucím projektu nazvaného Millennium Mathematics Project a profesorem astronomie na Univerzitě v Londýně.
Jeho spisy, především jeho Antropogenetický kosmologický princip, shrnují v přehledné podobě fakta nashromážděná z prací předních fyziků (např. Paula Diraca) o nejrůznějších fyzikálních událostech. Jeho prezentace populárně-naučného stylu v oblasti filosofických problémů a fyzikální kosmologie dělá tyto obory přístupné i laické veřejnosti.
Kromě zhruba 400 žurnalistických článků napsal také 17 knih, vydaných pro široký čtenářský kruh. Prvním takovým dílem byla kniha s názvem Levá ruka vytvoření, která byla publikována v roce 1983. Přednášky pro veřejnost uspořádal ve Windsoru, ve Vatikáně a na dalších místech. V roce 2002 jeho divadelní hra s názvem Nekonečna vyhrála italskou divadelní cenu Premi Ubu 2002 ve Valencii. Hra měla premiéru v Miláně.
V roce 2006 mu byla udělena Templetonova cena za postup ve výzkumu a objevech spirituálních realit, čímž se zabýval ve svém spise O vztahu mezi životem a vesmírem a povaze člověka rozumět, a nabídl tak nový pohled v otázkách vztahu vědy a náboženství. Byl členem tzv. Sjednocené reformované církve, jejíž učení popisuje tradiční teistické koncepce vesmíru.
5. února 2020 byl papežem Františkem jmenován řádným členem Papežské akademie věd.